# 拉费里耶尔-艾鲁
拉费里耶尔-艾鲁（法語：La Ferrière-Airoux，法語發音：[la fɛʁjɛʁ ɛʁu]）是法国新阿基坦大区维埃纳省的一个市镇，属于蒙莫里永区。该市镇于1822年由原市镇拉费里耶尔（La Ferrière）和艾鲁（Airoux）合并而成。

## 地理
拉费里耶尔-艾鲁（46°19'17"N, 0°23'33"E）面积27.22 平方千米，位于法国新阿基坦大区维埃纳省，该省份为法国中西部省份，北起曼恩-卢瓦尔省和安德尔-卢瓦尔省，西接德塞夫勒省，南至夏朗德省，东南接上维埃纳省，东临安德尔省。
与拉费里耶尔-艾鲁接壤的市镇（或旧市镇、城区）包括：布里永、尚帕涅圣伊莱尔、加尔尼耶堡、马涅、圣瑟孔丹、索米耶尔迪克兰。

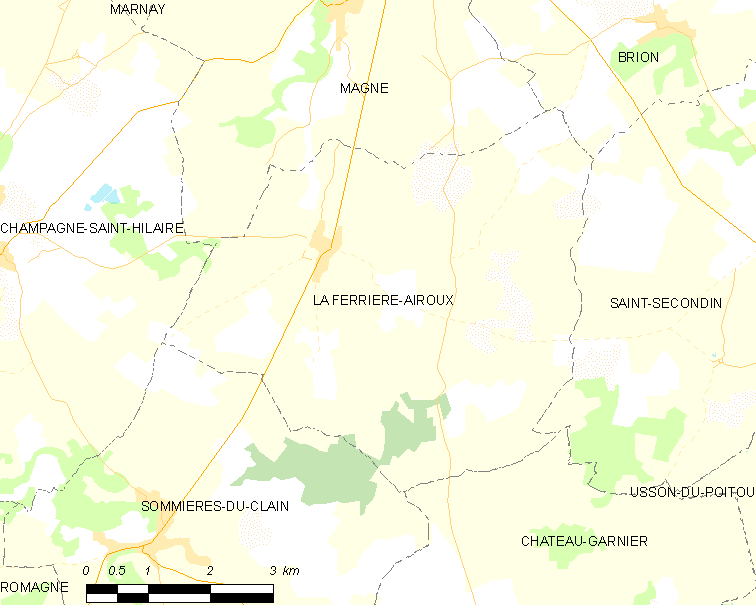
拉费里耶尔-艾鲁的OSM定位图

拉费里耶尔-艾鲁的时区为UTC+01:00、UTC+02:00（夏令时）。

## 行政
拉费里耶尔-艾鲁的邮政编码为86160，INSEE市镇编码为86097。

## 政治
拉费里耶尔-艾鲁所属的省级选区为锡夫赖县。

## 人口

1962-2008年间拉费里耶尔-艾鲁人口变化图示

拉费里耶尔-艾鲁于2022年1月1日时的人口数量为334人。